# ياشيل
ياشيل هي قرية في مقاطعة ورزقان، إيران. عدد سكان هذه القرية هو 218 في سنة 2006.